# Мур, Маккензи
Маккензи Мур  (англ. McKenzie Moore; род. 11 мая 1992, Санта-Роза, штат Калифорния, США) — американский профессиональный баскетболист, играющий на позиции атакующего защитника.

## Карьера
В январе 2015 года Мур подписал контракт с «Нельсон Джайентс». В течение сезона Маккензи трижды был признан «Игроком недели». В полуфинальной игре чемпионата Новой Зеландии Мур сломал сесамовидную кость в ноге, но решил не делать МРТ. В составе «Нельсон Джайентс» Мур принял участие в 19 играх, набирая в среднем 21,7 очков, 5,8 подборов, 4,2 передачи, 2,1 перехватов и 1,7 блок-шота.
После завершения сезона Мур вернулся в США и присоединился к «Милуоки Бакс» для участия в Летней лиге НБА 2015 года в Лас-Вегасе.
В ноябре 2015 года Мур подписал контракт с «Лёвен Беарз», но вскоре покинул бельгийский клуб из-за перелома пальца ноги.
В апреле 2016 года Мур пополнил состав «Кентербери Рэмс». В составе команды Маккензи был признан «Самым ценным игроком» чемпионата Новой Зеландии. Его статистика в 13 играх составила 22,4 очка, 6,2 подбора, 8,0 передачи и 3,4 перехвата.
В Летней лиге НБА 2016 года Мур провёл 6 игр за «Даллас Маверикс» и отметился статистикой в 6,3 очка, 3,7 подбора и 1,7 передачи.
В августе 2016 года Мур стал игроком «Промитеаса». В составе греческого клуба Маккензи принял участие в 26 играх и набирал 10,9 очка, 5,3 подбора, 2,5 передачи и 1,4 перехвата в среднем за игру.
В апреле 2017 года Мур вернулся в «Кентербери Рэмс». 20 мая, в игре против «Хокс Бей Хоукс» (91:83), Маккензи оформил трипл-дабл, записав на свой счёт 27 очков, 11 подборов и 11 передач.
В сезоне 2017/2018 Мур стал одним из самых ярких игроков чемпионата Греции. Маккензи привёл «Лаврио» к 6 месту в чемпионате. Его статистика составила 17,1 очка, 5,9 подбора, 4,9 передачи, 2,1 перехвата и 0,7 блок-шота. По итогам сезона Мур был включён в символическую пятёрку чемпионата и в пятёрку лучших защищающихся игроков, а также принял участие в «Матча всех звёзд» чемпионата Греции.
Сезон 2018/2019 Мур начинал в «Автодоре». В составе саратовского клуба Маккензи провёл 4 матча в Единой лиге ВТБ, набирая в среднем 13,5 очка, 6,3 передачи, 3,3 передачи и 1,5 перехвата в среднем за матч. В ноябре 2018 года Мур и «Автодор» договорились о расторжении контракта по взаимному согласию сторон.
Свою карьеру Мур продолжил в «Банвите». В 9 матчах чемпионата Турции Маккензи набирал 9,1 очка, 5,2 подбора, 4,7 передачи и 1,6 перехватов за игру. В Лиге чемпионов ФИБА его статистика в 8 играх составила 13,0 очка, 6,0 подбора, 4,3 передачи и 1,1 перехватов.
В феврале 2020 года Мур стал игроком «Анвиля».

## Достижения
- Чемпион Польши: 2019/2020